# Rossemaison
Rossemaison (toponimo francese; in tedesco Rottmund, desueto) è un comune svizzero di 641 abitanti del Canton Giura, nel distretto di Delémont.

## Monumenti e luoghi d'interesse

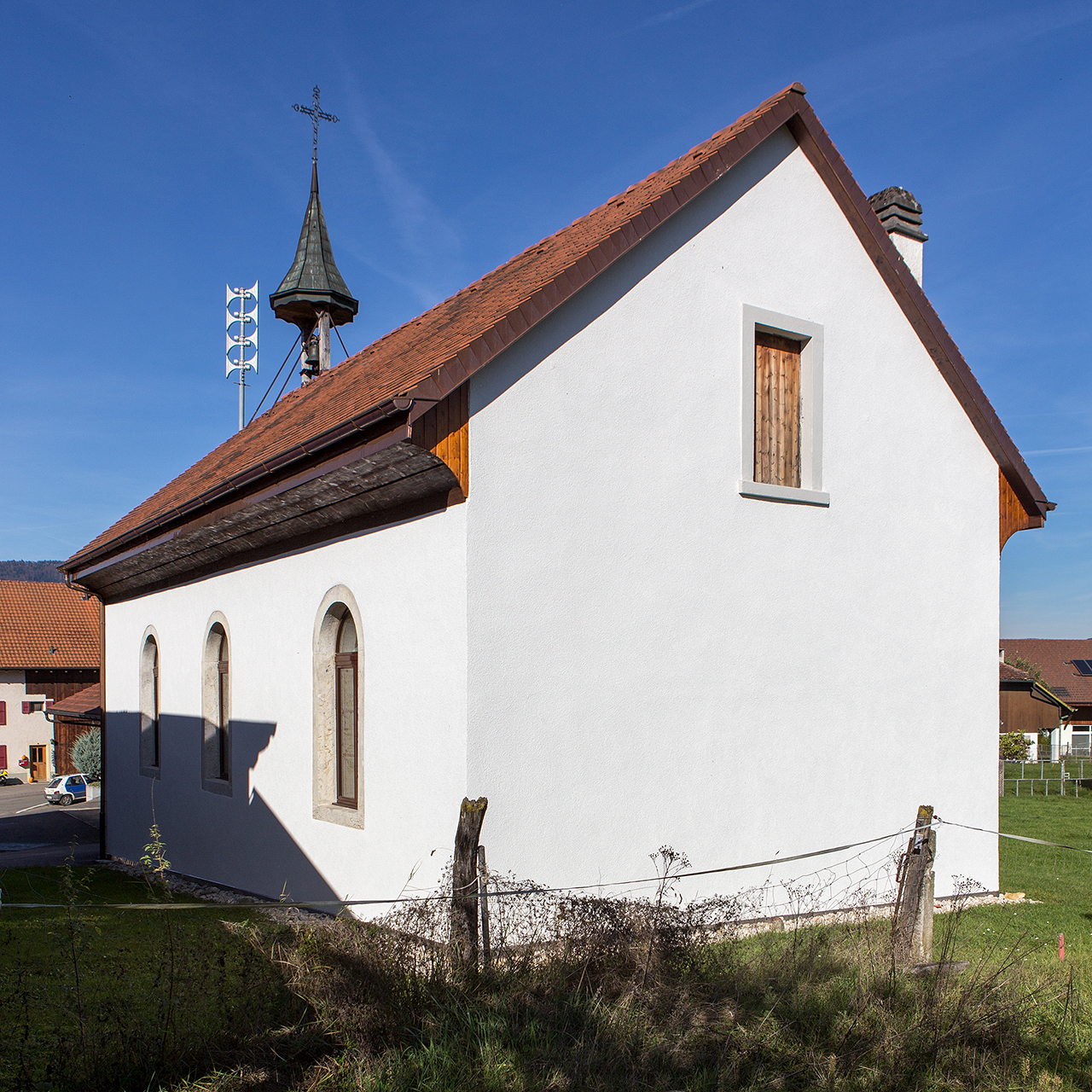
L'ex cappella di Notre-Dame-de-la-Salette

- Centro culturale (ex cappella cattolica di Notre-Dame-de-la-Salette, eretta nel 1869-1870)[1];
- Cappella cattolica di Notre-Dame-de-la-Salette, eretta nel 1969[1].

## Società

### Evoluzione demografica
L'evoluzione demografica è riportata nella seguente tabella:
Abitanti censiti

## Amministrazione
Dal 1854 comune politico e comune patriziale sono uniti nella forma del commune mixte.